# DYGL
DYGL（デイグロー）は、日本のロック・バンドである。メンバーは秋山信樹、下中洋介、加地洋太朗、嘉本康平の4名で構成されている。

## 概要
2012年、大学のサークル内で結成した。秋山、加地、嘉本は同時並行して活動していたYkiki Beatのメンバーでもある。
2016年、DYGLとして初のEP『Don't Know Where It Is』をリリースした。その後、2017年に渡米しザ・ストロークスのアルバート・ハモンドJr.をプロデューサーに迎えアルバム『Say Goodbye to Memory Den』を発表した。2019年にアルバム『Songs of Innocence & Experience』をリリースした。

### バンド名の由来
バンド名の由来は、"Dayglo" (デイグロー)という"蛍光色"また"安っぽくて派手"という単語から付けられた。現在のバンド名に到るまでデナーダやLeatherと名乗っており、最終的にDYGLというバンド名に落ち着いた。

## 経歴
明治学院大学在学時代に下中と嘉本と秋山の3人で組んでいたDe Nadaというバンドが前身。学外からベースが加入し4人組となる、同時期にDYGLと改名。
程なくしてベースに加地が加入した。
2015年
- 『EP #1』をカセットとBandcampで自主リリースした。

2016年
- 『Don't Know Where It Is』をCD、アナログ、カセットでリリースした[12]。
- 6月にライブツアー「DYGL "Don't know where it is" Release Tour」を開催。6月10日に京都・京都METRO、翌11日に愛知・池下CLUB UPSET、12日に大阪・LIVE SQUARE 2nd LINE、16日に東京・新代田FEVER公演で行われ、Seuss、Cemetery、ミツメ、Batman Winks、Boys Ageと競演[13]。
- 8月31日に東京・LIQUIDROOMの恵比寿移転12周年を記念して、The fin.とツーマンライブを開催。
- 12月21日に、アナログ7inch「Waste Of Time / Sightless」をリリース 。本作のミックスやマスタリングはThe Avalanchesのアルバム「Wildflower」でエンジニアを務めたアーロン・ドボスが担当。

2017年
- ニール・ガルビンによるソロプロジェクトOnly Realとのツーマンライブを、2月18日に東京・WWW Xで開催。
- 3月5日に大阪・CLUB CIRCUSで行われたBraidsの来日公演にゲスト出演した。
- 4月19日、アルバム『Say Goodbye to Memory Den』を発表した。アルバート・ハモンドJr.とガス・オバーグがプロデュースを手がけた。
- 『Say Goodbye to Memory Den Release Tour』と題し、5月13日に大阪・Shangri-La、翌14日に東京・WWW Xにてワンマンライブを行なった後、9月まで台湾、香港、タイ、マレーシア、インドネシア、韓国、中国、日本国内をアジアツアーを実施した。
- フジロックフェスティバルへ初出演した。
- 12月8日に大阪・梅田CLUB QUATTRO、翌9日に東京・LIQUIDROOMでワンマンライブを開催。

2018年
- 2月28日にシングル「Bad Kicks」の配信を開始。
- アメリカ・テキサス州オースティンで3月9日から18日にかけて開催される大規模イベント「SXSW 2018」に出演。
- 3月に、ビーチ・フォッシルズ（英語版）とツーマンライブを開催した。大阪・東京公演どちらもソールドアウトとなった[14]。
- 5月25日からショートツアー「BADKICKS TOUR」を開催し、5月25日の東京・WWW Xを皮切りに、27日に京都・METRO、28日に愛知・CLUB UPSETの3カ所を回った。
- サマーソニック、ライジング・サン・ロックフェスティバルにも出演した。
- 7月25日に、シングル「Bad Kicks / Hard to Love」のアナログ7inch盤が1000枚限定でリリース。
- 12月17日に東京・LIQUIDROOM、19日に大阪・梅田CLUB QUATTRO、20日に愛知・伏見JAMMIN'でワンマンライブを開催。追加公演として、12月27日に福岡・BEAT STATION、28日に北海道・Sound Lab moleを開催した。

2019年
- 3月6日に、シングル「A Paper Dream」を配信リリースした。[15]前作に引き続きロリー・アットウェルがプロデュースを担当し、サウスロンドンのスタジオでレコーディングされた。
- 5月31日に、セカンドアルバム『Songs of Innocence & Experience』収録の「Spit It Out」を先行配信リリースした。[16]
- 6月21日に、2ndフルアルバム『Songs of Innocence & Experience』収録曲「Don't You Wanna Dance in This Heaven?」を先行配信リリースした。[17]
- 7月3日に、セカンドアルバム『Songs of Innocence & Experience』をリリース[18]、プロデューサーとしてロリー・アットウェル (TestIcicles)が参加。7月25日に東京・代官山 蔦屋書店でアコースティックライブを実施
- 7月から10月にかけて開催の2年ぶりとなる全国ツアー「DYGL JAPAN TOUR」を発表した。追加公演が11月5日に東京・渋谷CLUB QUATTROで開催。
- フジロックフェスティバルのRED MARQUEEステージに出演した。
- 9月17日からワールドツアー「DYGL WORLD TOUR'19」を開始。9月17日から28日まではヨーロッパ、10月22日から30日まではアメリカ、11月2日から12月15日まではアジアの各地を巡った。無観客ライブ「DYGL Streaming Live」が8月30日（日）にアメリカの配信プラットフォーム・NoonChorusにて全世界配信される。

2020年
- 8月30日に無観客ライブ「DYGL Streaming Live」が、アメリカの配信プラットフォーム・NoonChorusにて全世界配信された。

2021年
- 3月3日に約1年半ぶりとなる新曲「Sink」を配信リリース。[19]
- 3月14日より東名阪と沖縄を回る単独ツアー「DYGL SPRING TOUR 2021」を開催。
- 3rdアルバム『A DAZE IN A HAZE』の先行シングル「Half of Me」はキャリア初となるラジオオンエアチャート1位を獲得。[20]
- 10月1日〜11月5日、全国ツアー「A Daze In A Haze Tour」を開催。全19公演。

2022年
- 11月12日・24日、渋谷WWW Xにてワンマンライブ「Thirst」開催。
- FRANZ FERDINAND TOUR JAPAN 2022 サポートアクトに抜擢。[21]
- 12月9日、セルフレコーディングに挑戦した4thアルバム『Thirst』をリリース。[22]

2023年
- 1月20日〜2月10日、全国ツアー「DYGL JAPAN TOUR 2023」を開催。全12公演。

## メンバー
| 名前                          | 生年月日               | 担当             | 備考                                      |
| ----------------------------- | ---------------------- | ---------------- | ----------------------------------------- |
| 秋山信樹 （あきやまのぶき）   | 1992年11月27日（32歳） | ボーカル、ギター |                                           |
| 下中洋介 （しもなかようすけ） | 1992年                 | ギター           |                                           |
| 加地洋太朗 （かちようたろう） | 1992年7月14日（32歳）  | ベース           |                                           |
| 嘉本康平 （かもとこうへい）   | 1992年7月29日（32歳）  | ドラムス         | 3rdアルバムよりライブの際はギターを担当。 |

## ディスコグラフィー

### EP
- EP #1（2015年6月1日）[26]
- Don't Know Where It Is（2016年5月4日）[11][27]
- Cut the Collar（2024年9月5日）

### シングル
- Let's Get Into Your Car（2014年9月22日）[28]
- Waste of Time（2016年12月21日）[29]
- Let It Out（2017年11月21日）[30]
- Bad Kicks（2018年2月28日）[31]
- A Paper Dream（2019年3月6日）[32]
- Sink（2021年3月3日）[33]
- Banger（2021年4月28日）[34]
- Did We Forget How to Dream in the Daytime?（2021年5月19日）[35]
- Waves（2022年3月23日）
- I Wish I Could Feel（2022年10月5日）
- Under My Skin（2022年11月16日）
- Acervation（2023年10月11日）
- Shadow（2023年12月13日）

## タイアップ一覧
| 使用年 | 曲名 | タイアップ                          |
| ------ | ---- | ----------------------------------- |
| 2021年 | Sink | ダイハツ「タント カスタム」CMソング |

## 関連文献
- Michel, Patrick St. (2016年5月1日). “DYGL soaks in New York's garage rock and politics”. The Japan Times. 2019年7月18日閲覧。
- Hadfield, James (2019年7月2日). “A musical pilgrimage to an adopted homeland with DYGL”. The Japan Times. 2019年7月18日閲覧。